# Bistum Patos
Das Bistum Patos (lat.: Dioecesis Patosensis) ist eine in Brasilien gelegene römisch-katholische Diözese mit Sitz in Patos im Bundesstaat Paraíba. 

## Geschichte
Das Bistum Patos wurde am 17. Januar 1959 durch Papst Johannes XXIII. aus Gebietsabtretungen des Bistums Cajazeiras und des Bistums Campina Grande errichtet. Es wurde dem Erzbistum Paraíba als Suffraganbistum unterstellt. 

## Bischöfe von Patos
- Expedito Eduardo de Oliveira, 1959–1983
- Gerardo de Andrade Ponte, 1983–2001
- Manoel dos Reis de Farias, 2001–2011, dann Bischof von Petrolina
- Eraldo Bispo da Silva, seit 2012